# Ilisoa hawequas
Ilisoa hawequas är en spindelart som beskrevs av Griswold 1987. Ilisoa hawequas ingår i släktet Ilisoa och familjen Cyatholipidae. Inga underarter finns listade i Catalogue of Life.